# Đội tuyển bóng rổ quốc gia Guam
Đội tuyển bóng rổ quốc gia Guam là đội tuyển đại diện cho Guam ở những trận bóng rổ quốc tế, được điều hành bởi Liên đoàn bóng rổ Guam.
Guam là đội duy nhất ngoài Úc và New Zealand từng giành huy chương bạc tại FIBA Oceania Championship.

## Liên kết khác
- 2007 New Caledonia National Basketball Team